# Неутрал
Неутрал (на английски: Neutral) или Неутрални е ирокезко говорещо северноамериканско индианско племе, което през 17 век живее в южно Онтарио, северно от езерото Ери и в части на западен Ню Йорк и югоизточен Мичиган. Поради ранното им изчезване, почти нищо не се знае за неутрал. Повечето, което е известно за тях идва предимно от хуроните, с които са тясно свързани. Ранните френски записи за племето са доста непълни и неясни. Йезуитски мисионери ги посещават само два пъти, през 1626 г. и през 1640 г. По време на първото си посещение йезуитите отбелязват, че неутрал живее в 28 села в южно Онтарио, които много си приличат с хуронските села. Селата им са доста големи и силно укрепени, обградени с развити стопанства. Домовете им са типични за ирокезките народи „дълги домове“ покрити с кора. При втората си визита йезуитите отбелязват, че неутрал са в ожесточена война със западните племена и сега племето живее в 40 села като наброява около 12 000 души. Йезуитите обаче не оставят никакви данни за имената на селата. Известно е, че неутрал е конфедерация от няколко сродни племена, но и за това няма нищо написано. Имената на села или племена, които са свързани с тях не са много ясни и не могат да се свържат категорично с племето.

## Име
Името неутрал е доста подвеждащо. Тъй като запазват неутралитет по време на хуроно – ирокезките войни, французите започват да ги наричат „Натион дьо нютре“ или „нютралс“, въпреки че те въобще не са неутрални във войните с други племена. Как обаче са се наричали самите те не се знае. Известно е само хуронското им име, „атиуандарон – тези, които говорят малко по-различно“. Това наименование се отнася до езика им, който е малко по-различен от езика на хуроните.

## История
Историята на неутрал започва с идването на французите в хуронските села през 1609 г. За да защитят търговските си отношения с французите, хуроните възпрепятстват неутрал да влезе в контакт с тях. Хуроните приветстват френските търговци и свещеници, но казват на неутрал, че французите разпространяват страшна болест, а „черните раса“ – йезуитите се занимават с магьосничество. Тези истории карат неутрал да се държи настрана и хладно с французите. Йезуитите ги посещават само два пъти, през 1626 г. и през 1640 г., но неутрал ги принуждават да напуснат, тъй като ги подозират в магьосничество. Въпреки нежеланието им да работят директно с французите, те участват активно в търговията с кожи чрез посредничеството на хуроните. За кратко време животните с ценна кожа в територията им са избити и неутрал започват да търсят нови ловни територии. Резултатът е война с алгонкинските племена в Долен Мичиган. Твърде войнствени и агресивни, неутрал всяват страх у своите врагове. През 1635 г. французите научават от хуроните, че неутрал са приели в редиците си ауенреронон – неидентифицирано ирокезко племе, живеещо в западния край на езерото Ери. Това племе е победено от западните алгонкини, заради растящата конкуренция за нови ловни територии. В годините след това, въоръжени добре с новите европейски оръжия, неутрал се съюзяват с тиононтатите и отава и помитат алгонкинските племена в Долен Мичиган, слагайки началото на Бобровите войни в западните части на Големите езера. През 1641 г. 2000 войни неутрал атакуват голямо укрепено алгонкинско село в Долен Мичиган. Предполага се, че това село е на племето маскутен. След десетдневна обсада, селото е превзето и неутрал отвеждат със себе си 800 пленници. На пленените мъже им избождат очите и ги пущат да се скитат из горите, докато умрат от глад. В същото време обаче от югоизток ги заплашва много по-опасен враг. Все по-добре въоръжени от холандците, ирокезите започват една мащабна завоевателна война. Решени да не позволят на хуроните да ги изключат от търговията с французите между двете водещи племена в региона избухва жестоко съперничество, което впоследствие води до поредица от войни. В тези войни неутрал отказват да вземат страна. Малко преди идването на европейците, неутрал са в тристранен съюз с венро и ери и се чувстват защитени от хуроните и ирокезите. През 1639 г. по неизвестни причини венро са изоставени от съюзниците си и бързо стават жертва на ирокезите. През 1647 г. сенеките обвиняват неутрал, че предоставят убежище на хуронски войни и между двете племена избухва кратка война. В нея ери отказват да подкрепят неутрал и съюзническите им отношения са развалени. След разгрома на хуроните през 1649 г., бежанци от тях намират убежище при неутрал, от където продължават да воюват с ирокезите. Западните племена на Лигата обвиняват неутрал, че толерират това и искат хуроните бежанци да им бъдат предадени. След отказа на неутрал да изпълни искането им, Лигата започва военни действия срещу тях. През 1651 г. неутрал са победени и престават да съществуват като племе. Повечето от тях са включени в племената на Лигата. Останалите, които успяват да се спасят се разпръсват. Смята се, че една малка група бяга на запад и се присъединява към бежанци хурони и тиононтати, живеещи на Грийн Бей. Други изглежда се присъединяват към саскуеханок. През 1653 г. се споменава, че около 800 неутрал живеят близо до Детройт. За други се казва, че живеят южно от езерото Ери през 1656 г. Най-голямата група оцелели се присъединява към ери. През 1656 г. ери също са разгромени от ирокезите. През следващите години се съобщава, че повечето села на сенеките са съставени от пленени врагове от тези племена. През 1680 г. сенекското село Гандонгараи е съставено изцяло от неутрал. След 1667 г. е известно, че много неутрал напускат ирокезите и се преместват в Канауага близо до Монреал, където се споменават като отделна общност до 1674 г. Други потомци на неутрал е възможно да са се присъединили към минго след 1720 г.